# Jean-Pierre Bouyxou
Jean-Pierre Bouyxou, né le 16 janvier 1946 à Bordeaux, est un journaliste, critique et réalisateur français. Il utilise également le pseudonyme de Claude Razat.

## Biographie
Jean-Pierre Bouyxou a écrit pour Vampirella, Sex Stars System, Zoom, Métal hurlant, L'Écho des savanes, Penthouse, Lui, Hara-Kiri, Paris Match, Miroir du fantastique, Ciné Revue, Continental Film Review, Actuel, Europe, Curiosa, Show Bzzz, Cinéfantastic, Yéti, La Revue du cinéma, Vertigo, Siné Hebdo, Fascination (sous divers pseudos).
En 2010, Jean-Pierre Bouyxou accompagne Jean-Pierre Bastid pour présenter le thème Anarchie et Cinéma à la Cinémathèque française.
Depuis 2013, il est membre à vie du jury du Festival international du film grolandais de Toulouse.

## Publications
- 65 ans de science-fiction au cinéma avec Roland Lethem, GECF, 1968
- Frankenstein, Premier Plan, 1969
- La Science-fiction au cinéma, UGE, coll. « 10/18 », 1971
- Femmes légères et chansons grivoises, Aspic, 1972
- Le Couple aux mille perversions, Éditions du Pas, 1973
- Trafics de coquine[2], Éditions du Bébé Noir, 1979
- Ciné à mateurs[2], Éditions du Bébé Noir, 1980
- Frankens.tein, de filles en aiguille[2], Éditions du Bébé Noir, 1980
- Effusions démentes[3], Éditions du Bébé Noir, 1980.
- Sévices après vamps[4], Éditions de la Brigandine, 1980
- La Loque à terre[5], Éditions de la Brigandine, 1980
- S.O.S. mes deux seins[6], Éditions de la Brigandine, 1980
- Muguette, éditions Baston, 1980, éditions La Musardine, réédition 2016
- L’Odieux tout-puissant[4], Éditions de la Brigandine, 1981
- Les Clystères de Paris[5], Éditions de la Brigandine, 1981
- Sorcellerie rémoulade[2], Éditions de la Brigandine, 1981
- Ton corps est tatoué[3], Éditions de la Brigandine, 1981
- Les Accidents de l’amer[4], Éditions de la Brigandine, 1982
- Science et vit[7], Éditions de la Brigandine, 1982
- L’Épiée nue[3], Éditions de la Brigandine, 1982
- Ode à l'attentat pâtissier[4], Deleatur, 1984 et 1995 ; Club des Ronchons, 1986
- L'Aventure hippie avec Pierre Delannoy, Plon, 1992 ; Éditions du Lézard, 1995 et 2000
- À propos de Pierre Molinier avec Pierre Bourgeade et Noël Simsolo, Variable et À l'enseigne des Oudin, 1999
- Stars en liberté avec Marc Brincourt et Guillaume Clavières, Filipacchi, 2002
- Ces années-là : 60 ans dans l'intimité des stars de la chanson, co-écrit avec Olivier Royant, Match, 2012
- Dans les coulisses de Cannes, préface de Brigitte Bardot, Glénat, 2010
- Paris Match : 1001 couvertures de 1949 à nos jours, Match, 2013
- Bloody Mary, Ateliers du Tayrac, 2013
- François Mitterrand. Sa vie est un roman, iconographie de Marc Brincourt, éditions du Chêne et Paris Match, 2015
- Coluche, Putain de mec !, Chêne et Match, 2016

### Participation à des ouvrages collectifs
- La Grande Encyclopédie de la sexualité, Edilec, 1980-1981
- Une encyclopédie des cinémas de Belgique, Yellow Now et musée d'art moderne de la Ville de Paris, 1990
- Une encyclopédie du nu au cinéma, Yellow Now, 1994
- Jeune, dure et pure ! Une histoire du cinéma d'avant-garde et expérimental en France, Cinémathèque française et Mazzotta, 2001
- Jack Arnold, l'étrange créateur, Yellow Now, 2001
- Cultish Shocking Horrors, Glittering Images, 2003
- Superpositions - Collection particulière d'un cinéma porno bruxellois[8], Cinéma Nova / Les Impressions Nouvelles, 2021

## Filmographie

### Réalisateur
- 1967 : L'Anarchie
- 1968 : Satan bouche un coin, coréalisé par Raphaël Marongiu
- 1969 : Graphyty
- 1972 : Sortez vos culs de ma commode
- 1976 : Amours collectives
- 1977 : Désirs et perversions
- 1979 : Entrez vite... vite, je mouille !
- 2001 : L'Étrange Festival
- 2003 : Les Vamps fantastiques

### Scénariste
- 1967 : L'Anarchie, de Jean-Pierre Bouyxou
- 1967 : La Tête froide, de Patrick Hella
- 1967 : Satan bouche un coin, de Jean-Pierre Bouyxou et Raphaël Marongiu
- 1972 : Sortez vos culs de ma commode, de Jean-Pierre Bouyxou
- 1976 : La Romancière lubrique, de Jean Rollin
- 1976 : Amours collectives, de Jean-Pierre Bouyxou
- 1977 : Train spécial pour SS, d'Alain Payet[9]
- 1978 : Les Raisins de la mort, de Jean Rollin
- 1978 : Discosex, de Jean Rollin
- 1979 : Entrez vite... vite, je mouille !, de Jean-Pierre Bouyxou
- 1985 : Cher frangin, de Gérard Mordillat
- 1987 : Born for Love, de Sascha Alexander
- 1987 : L'Homme qui était fou des femmes, de Didier Philippe-Gérard[3]
- 1988 : Deux belles garces, de Didier Philippe-Gérard[3]
- 1988 : Les Charmes secrets de Miss Todd, de Didier Philippe-Gérard[3]
- 1992 à 1996 : Le JAP, juge d'application des peines, série télévisée
- 1995 : Douce Nuit, d'Emmanuel Fonlladosa
- 2001 : L'Étrange Festival, de Jean-Pierre Bouyxou
- 2003 : Les Vamps fantastiques, de Jean-Pierre Bouyxou et Jean-Yves Bochet

### Acteur
- 1964 : Le Coup de grâce de Jean Cayrol et Claude Durand - Le garçon sur la Vespa
- 1967 : Vampirisme, de Bernard Chaouat et Patrice Duvic - Un vampire
- 1968 : Mémento, de Philipe Bordier
- 1968 : Chromo sud, de Étienne O'Leary
- 1968 : Lune X, de Michel Auder
- 1969 : La Fée sanguinaire, de Roland Lethem - Le premier ange
- 1969 : La Tête froide, de Patrick Hella
- 1970 : Le Sexe enragé, de Roland Lethem - Membre viril
- 1970 : Bande de cons !, de Roland Lethem - Finger
- 1970 : Overdrive, de David McNeil
- 1971 : Coup manqué, de Léon Goldstein - Le cambrioleur
- 1971 : What Happened to Eva Braun ?, de David McNeil - Le président
- 1973 : Ras le bol, de Michel Huisman - L'invité dans la fête
- 1973 : Les Avaleuses, de Jesús Franco - Docteur Orloff
- 1974 : Les Démoniaques ou Deux vierges pour Satan, de Jean Rollin - Le marin dans la taverne
- 1974 : Célestine, bonne à tout faire, de Jesús Franco - Un policier en civil
- 1974 : Convoi de femmes, de Pierre Chevalier - Un marin
- 1975 : Les Baiseuses, de Jack Guy
- 1975 : Phantasmes, de Jean Rollin - Le flic en civil
- 1975 : La Marque de Zorro, de Marius Lesœur - Juan Aguilar
- 1976 : Paris Porno, de Marius Lesœur et Jacques Orth
- 1976 : Une Cage dorée ou Razzia sur le plaisir, de Jesús Franco et Marius Lesœur
- 1976 : La Romancière lubrique ou Douces pénétrations, de Jean Rollin - Monsieur Dugenoux, l'éditeur
- 1976 : Amours collectives, de Jean-Pierre Bouyxou - Jean-Pierre, le réalisateur
- 1976 : La Comtesse Ixe ou Sueurs chaudes, de Jean Rollin - Arsène Bouyxou, gentleman cambrioleur
- 1977 : Désirs et perversions, de Jean-Marie Ghanassia
- 1977 : Train spécial pour Hitler, d'Alain Payet - Plusieurs caractères
- 1977 : Phantasmes ou Phantasmes d'Isabelle, de Jean Rollin
- 1977 : Helga, la louve de Stilberg, d'Alain Payet - Un soldat
- 1978 : Discosex ou Love Part House n° 2, de Jean Rollin
- 1978 : Les Raisins de la mort ou Pesticides, de Jean Rollin
- 1978 : Remplissez-moi... les 3 trous, de Jean Rollin
- 1979 : Gamines en chaleur ou Si jeune et déjà cochonne, de Jean Rollin
- 1979 : Le Sexe enragé de la fée sanguinaire, de Roland Lethem - Un homme dans l'orgie
- 1982 : La Morte vivante, de Jean Rollin - Burglar
- 1982 : Cinématon #234 de Gérard Courant - Georges Le Gloupier
- 1983 : Cinématon #288 de Gérard Courant - lui-même
- 1984 : Lire c'est vivre : Élie Faure, Vélasquez et les Ménines, de Philipe Bordier - Vélasquez. TV
- 1984 : Les Trottoirs de Bangkok ou Bangkok interdit, de Jean Rollin - Capitaine Bouyxou
- 1985 : Sanguine, court-métrage de Pierre Pattin - La victime
- 1985 : Réaction directe, de Pierre Pattin - L'homme au costume à carreaux
- 1990 : Portrait de groupe #123, 127, 142, 146, 226, 234, 238, 243 de Gérard Courant - lui-même
- 1993 : Killing Car ou La Femme dangereuse, de Jean Rollin
- 2003 : Car seuls les nouveaux Dieux ont mordu la pomme de l'amour, Carnets filmés de Gérard Courant
- 2005 : Événement, Carnets filmés de Gérard Courant - lui-même
- 2007 : La Nuit des horloges ou La Nuit transfigurée, de Jean Rollin - Voix
- 2010 : Le Masque de la Méduse, de Jean Rollin - Le Gardien
- 2011 : Rassemblement pour célébrer le premier tiers de siècle d'existence des Cinématons, Carnets filmés de Gérard Courant - Un cinématonné
- 2013 : Eurociné 33 Champs-Elysées de Christophe Bier - lui-même
- 2013 : Bande-annonce du FIFIGROT 2013 de Jiho - lui-même
- 2013 : Lire #85 de Gérard Courant - lui-même
- 2013 : Vive Groland (Journal du FIFIGROT 2013), Carnets filmés de Gérard Courant - un juré de festival de cinéma
- 2013 : Visite officielle avec parade du Président Grolandais Salengro à Toulouse, Carnets filmés de Gérard Courant - un participant à la parade
- 2013 : La Cérémonie de clôture du FIFIGROT 2013, Carnets filmés de Gérard Courant - un juré de festival de cinéma
- 2014 : Raphaël Bassan présente son livre Cinéma expérimental Abécédaire pour une contre-culture, Carnets filmés de Gérard Courant - Un cinéaste expérimental
- 2014 : L'Annexion de l'Occitanie par Groland (Journal du FIFIGROT 2014), Carnets filmés de Gérard Courant - un juré de festival de cinéma
- 2014 : La Parade du Président Salengro à Toulouse pour célébrer l'annexion de l'Occitanie par Groland, Carnets filmés de Gérard Courant - un participant à la parade
- 2014 : Polar à Groland, Carnets filmés de Gérard Courant - un passant
- 2014 : Fanchon Daemers chante la révolte et l'insoumission au FIFIGROT 2014, Carnets filmés de Gérard Courant : un participant au concert
- 2014 : La Conférence de presse et la cérémonie de clôture du FIFIGROT 2014, Carnets filmés de Gérard Courant : un juré de festival de cinéma
- 2015 : Faut savoir se contenter de beaucoup de Jean-Henri Meunier : un consommateur dans un bar
- 2015 : Benoît Poelvoorde à la conférence de presse du FIFIGROT 2015, Carnets filmés de Gérard Courant - un critique de cinéma
- 2015 : Le Bain de foule du Président Grolandais Salengro à Toulouse pour la distribution des eugros au peuple Groccitan, Carnets filmés de Gérard Courant - un participant à la parade
- 2015 : Benoît Poelvoorde à la cérémonie de clôture du FIFIGROT 2015, Carnets filmés de Gérard Courant - un festivalier
- 2015 : Voyage en Groccitanie (Journal du FIFIGROT 2015), Carnets filmés de Gérard Courant - un critique de cinéma
- 2016 : L'Avenir appartient à ceux qui se soulèvent tôt, Carnets filmés de Gérard Courant - un écrivain
- 2016 : Censure et cinéma, Carnets filmés de Gérard Courant - un spécialiste de la censure au cinéma
- 2016 : Visite officielle avec parade des candidats présidentiels Nano Sarko et François Groland au FIFIGROT 2016, Carnets filmés de Gérard Courant - un participant à la parade
- 2016 : La Cérémonie de clôture du FIFIGROT 2016, Carnets filmés de Gérard Courant - un festivalier
- 2016 : Le Grand absent (Journal du FIGIGROT 2016), Carnets filmés de Gérard Courant - un juré de festival de cinéma
- 2017 : Lire #118 de Gérard Courant - lui-même
- 2017 : La Parade du Président Emmanuel Micron en marche vers les Abattoirs de Toulouse, Carnets filmés de Gérard Courant - un participant à la parade
- 2017 : Daniel Prévost à la cérémonie de clôture de remise des prix du FIFIGROT 2017, Carnets filmés de Gérard Courant - un juré de festival de cinéma
- 2017 : Daniel Prévost au FIFIGROT 2017, Carnets filmés de Gérard Courant - un festivalier
- 2018 : Les Funérailles de Maud Sinet aux cimetières du Père-Lachaise et de Montmartre à Paris, Carnets filmés de Gérard Courant - lui-même
- 2019 : Welcome to the Magical Mystery Tour, Carnets filmés de Gérard Courant - un participant
- 2019 : La Lumière du fou (Journal du FIFIGROT 2019), Carnets filmés de Gérard Courant - un festivalier
- 2019 : L’Inauguration du rond-point Christophe Salengro à Fenouillet, Carnets filmés de Gérard Courant - un participant
- 2019 : La Cérémonie de clôture du FIFIGROT 2019, Carnets filmés de Gérard Courant - un festivalier
- 2021 : Vortex de Gaspar Noé
- 2022 : Cinématon #3150 de Gérard Courant - lui-même
- 2022 : Couple #159 de Gérard Courant - lui-même
- 2022 : Lire #165 de Gérard Courant - lui-même
- 2022 : FIFIGROT et pataphysique, Carnets filmés de Gérard Courant - un festivalier de festival de cinéma
- 2022 : De Groland au FIFIGROT, Carnets filmés de Gérard Courant - un festivalier de festival de cinéma

### Assistant réalisateur
- 1970 : Le Pain quotidien, de Philipe Bordier
- 1970 : Le Sexe enragé, de Roland Lethem
- 1975 : Phantasmes, de Jean Rollin
- 1976 : La Romancière lubrique, de Jean Rollin
- 1976 : Apothéose porno, de Jean-Marie Ghanassia et Jean Rollin
- 1976 : La Comtesse Ixe, de Jean Rollin
- 1978 : Discosex, de Jean Rollin
- 1978 : Les Raisins de la mort, de Jean Rollin
- 1978 : Remplissez-moi... les 3 trous, de Jean Rollin
- 1979 : Gamines en chaleur, de Jean Rollin
- 1979 : Fascination, de Jean Rollin

### Producteur
- 1967 : L'Anarchie, de Jean-Pierre Bouyxou

## Radio
- Apportez-nous des oranges, RTBF, 1973-74
- Nuits de Chine, France Inter, 1991-92
- Mauvais Genres, France Culture, dal 2000